# غراهام ن. فيتش
غراهام ن. فيتش هو طبيب وسياسي أمريكي، ولد في 5 ديسمبر 1809 في لي روي في الولايات المتحدة، وتوفي في 29 نوفمبر 1892 في لوغانسبورت في الولايات المتحدة. نشط حزبياً في الحزب الديمقراطي.

## مناصب
- انتخب عضو مجلس الشيوخ الأمريكي [الإنجليزية]‏ عن دائرة Indiana Class 3 senate seat ‏ وقد انضم خلال فترته النيابية [الإنجليزية]‏ (4 مارس 1859 – 4 مارس 1861) للكتلة البرلمانية الحزب الديمقراطي.
- انتخب عضو مجلس الشيوخ الأمريكي [الإنجليزية]‏ عن دائرة Indiana Class 3 senate seat ‏ وقد انضم خلال فترته النيابية [الإنجليزية]‏ (4 مارس 1857 – 4 مارس 1859) للكتلة البرلمانية الحزب الديمقراطي.
- انتخب عضو مجلس الشيوخ الأمريكي [الإنجليزية]‏ عن دائرة Indiana Class 3 senate seat ‏ وقد انضم خلال فترته النيابية [الإنجليزية]‏ (4 فبراير 1857 – 4 مارس 1857) للكتلة البرلمانية الحزب الديمقراطي.
- انتخب عضو مجلس نواب إنديانا ‏.
- انتخب عضو مجلس النواب الأمريكي.
- انتخب عضو مجلس الشيوخ الأمريكي [الإنجليزية]‏.